# Paladín (World of Warcraft)
Los Paladines son una clase híbrida entre Guerrero y Sacerdote que puede ser denominada como 'Guerrero Sagrado', dentro del juego de World of Warcraft. Son tan versátiles que según la distribución de sus árboles de habilidades pueden llegar a ser considerados Sanadores si eligen la rama Sagrado, Tanques si eligen la rama Protección o Daño si eligen la rama Reprensión. Pueden hacer uso de auras que les proporcionarán unos beneficios temporales que aumentarán sus habilidades tanto para él como para el resto de compañeros de grupo mientras que pueden llevar equipado una armadura de Placas que le proporciona la mejor protección posible a los golpes.

## Introducción
Los paladines son los virtuosos defensores de los débiles e incansables enemigos de La Plaga. Mezclan elementos del guerrero y de los clérigos de la Luz Sagrada. El paladín es por lo tanto un duro adversario cuerpo a cuerpo. Pueden ser Paladines los humanos, los enanos y los draenei en la Alianza, y elfos de sangre y taurens en la Horda.
El Paladín es un "Guerrero de la Sagrada Luz", defendiendo lo bueno y auténtico del mundo, y rechazando todo aquello que es vil y siniestro -especialmente La Plaga y la Legión Ardiente. Se ofrece a socorrer a los heridos en combate y a repeler a sus enemigos con fervor divino. Es especialmente poderoso contra los No-Muertos, puesto que estos amenazan a las razas nobles y la Sagrada Luz los quema poderosamente. La presencia de cualquier mal es para el Paladín repudiable, y sus esfuerzos se centran en la aniquilación de No-Muertos y Demonios. Los humanos, draenei, y enanos de Forjaz son los más propensos a convertirse en paladines, pues veneran la Luz Sagrada. Los Elfos de Sangre utilizan la Luz para sus beneficios, aunque recientemente los rumores apuntan a que los utilizan legítimamente. Los tauren paladines, son, en realidad, druidas solares que adoran al Sol.

## Historia
El Arzobispo Alonsus Faol percibió que los sacerdotes de Villanorte - que sufrieron un terrible desgaste durante la Primera Guerra - no eran los adecuados para los peligros de los combates. Junto con muchos de los sobrevivientes de Villanorte, buscaron a los de mayor virtud dentro de la Caballería de Lordaeron y fundaron La Mano de Plata, con Uther el Iluminado a la cabeza. Se bautizaron los Caballeros de la Mano de Plata, para curar las heridas recibidas en combate y para restaurar la fe en la promesa de la libertad de la tiranía orca.
Los paladines vivieron tiempos que fueron venerados y amados, pero antes de la Tercera Guerra cayeron en tiempos difíciles. La orden de la Mano de Plata fue disuelta por el príncipe Arthas, por negarse a sacrificar a los pobladores de Stratholme supuestamente infectados. A su vuelta de Rasganorte, Arthas asesinó a los paladines de la Mano de Plata -incluyendo a Uther el Iluminado-, y tan solo unos cuantos sobrevivieron.
Tras la invasión de la Plaga, muchos de los paladines, abandonando su patria destruida, se unieron a un entusiasta grupo de seguidores de la luz conocida como la Cruzada Escarlata. Sin embargo, muchos de estos se han convertido en paladines fanáticos hacia su objetivo de destruir la Plaga, a tal punto que los que no llevaban sus colores son considerados como corruptos. Después de abandonar la Cruzada, algunos paladines decidieron unirse al Alba Argenta. Otros también han abandonado la luz y se unieron a Arthas Menethil como Caballeros de la Muerte tras ser asesinados por este último.
Muchos otros paladines huyeron hacia el sur, al reino de Ventormenta. Los paladines que quedaron se siguen denominando los caballeros de la Mano de Plata, que ahora se desarrolla bajo una nueva dirección en la Catedral de la Luz, en Ventormenta. Con el tiempo, se difundió la filosofía de la luz hacia los enanos de Forjaz, que la adoptaron.
Los Caballeros de Sangre son la orden de paladines de los Elfos de Sangre. La Mano de Argus pertenece a la orden draeniana. Los tauren son druidas Caminasol.

## Paladines Importantes
- Bolvar Fordragón: Desempeñó como regente de Ventormenta, tras la desaparición del rey Varian Wrynn. Actualmente ocupa el cargo de Rey Exánime
- Lady Liadrin: Es la líder de los Caballeros de Sangre.
- Uther el Iluminado: (fallecido) Fue el primer paladín de los Caballeros de la Mano de Plata que llevó a su Orden a la batalla contra la Horda durante la Segunda Guerra.
- Arthas Menethil (anteriormente, más tarde fue un Caballero de la Muerte, luego Rey Exánime y ahora muerto): Era el hijo del rey Terenas Menethil II y heredero al trono de Lordaeron.
- Alexandros Mograine (transformado en un caballero de la muerte, redimido por su hijo): Fue uno de los líderes de la Mano de Plata y el portador original de la Crematoria.
- Clarividente Nobundo (antes, ahora es un Chamán): Es un antiguo vindicador draenei y uno de los héroes más trágicos entre los tábidos de Terrallende.
- Turalyon: Es un paladín famoso que sirvió al ejército de la Alianza con distinción durante e inmediatamente después de la Segunda Guerra. Desapareció en la Segunda Guerra.
- Tirion Vadin: fue uno de los cinco primeros Caballeros de la Mano de Plata elegidos por el Arzobispo Alonsus Faol y uno de los héroes durante la Segunda Guerra. Más tarde se convirtió en el Señor de la fortaleza de Mardenholde Keep en Hearthglen antes de ser despojado de su título y obligado a exiliarse por defender a un orco llamado Eitrigg. Tras la reciente muerte de su hijo Taelan Vadín, Tirion se propuso a sí mismo refundar la orden de la Mano de Plata. Ahora lidera la Cruzada Argenta, una organización nacida de la unión de los viejos paladines de la Mano de Plata con los soldados del Alba Argenta. Juntos se enfrentaron al Rey Exánime y al Azote, dando finalmente muerte a Arthas en la Ciudadela de Corona de Hielo. Actualmente, la Cruzada Argenta divide sus efectivos entre Rasganorte, donde regentan el Torneo Argenta, y las Tierras de la Peste, regiones que pretenden liberar de la infección no-muerta.

## Habilidades

### Bendiciones
Las bendiciones son hechizos que el paladín puede lanzar sobre la mayoría de aliados. Tras el cambio en la expansión WoW:Cataclysm unificaron las bendiciones quedando dos de una duración de 60 minutos y que lanzas a algunos de  los compañeros del grupo.

### Manos
Son hechizos introducidos en el parche 3.0.2, que son lanzadas sobre miembros de un grupo. Las manos son derivados de Bendiciones anteriores, incluye la Mano de libertad, la Mano de Protección, la Mano de Sacrificio y la Mano de la Salvación.

## Especialización

### Sagrado
La rama Sagrada del Paladín contienen talentos que se centran en la curación. Con un buen manejo, los paladines sagrados pueden proporcionar un grado razonable de curación, absorción de daño y limpieza.

### Protección
La rama Protección centra en la defensa del paladín, mitigación de daño, retorno de daño y especialización en armas a una mano. Además, los paladines tanques tienen la capacidad para sobrevivir con su combinación única de invulnerabilidad, armadura de placas y hechizos de curación. Por esto son muy requeridos como tanques principales en la mayoría de las bandas.

### Reprensión
Esta rama se centra en el daño, armas a dos manos y daño sagrado. Los paladines reprensión son excelentes Daños tanto en JcJ como en JcE.

## Armas y armaduras
Desde el comienzo del juego, los paladines pueden utilizar tela, cuero, y mallas como armadura. Placas son accesibles a partir de nivel 40 entrenándose en algún instructor. El paladín puede utilizar escudo, siempre y cuando sólo este portando armas a una mano. Son capaces de invocar a su Caballo de Guerra a nivel 20 y su Destrero (montura épica) en el nivel 40. Los paladines pueden utilizar las siguientes armas de cuerpo a cuerpo:
- Hachas (1 y 2 manos)
- Mazos (1 y 2 manos)
- Espadas (1 y 2 manos)
- Arma de Asta

Los paladines no pueden usar armas a distancia.